# Ålands prosteri
Ålands prosteri är ett prosteri inom Borgå stift i Finland. Det leds 2023–2027 av kontraktsprosten, kyrkoherde Benny Andersson.

## Historik
Prosteriet har gamla anor. I boken Det Anno 1729 Florerande Swerige nämns det som Åhlands Probsterie och bestod av följande församlingar:
- Jomala,
- Hammarland med Eckerö kapell,
- Finström med Geta kapell,
- Saltvik,
- Sund med Vårdö kapell,
- Lemland med Lumparlands kapell,
- Föglö med Kökars kapell och Sottunga kapell samt
- Kumlinge med Brändö kapell.[2]

Prosteriet torde sett likadant ut åtminstone sedan 1500-talet. På 1860-talet skedde de första förändringarna när kapellen började ombildas till egna pastorat. Under andra halvan av 1900-talet inleddes en sammanslagning av församlingarna som successivt fortgår.

## Kontraksprostar
Tre mer bemärkta kontraktsprostar på Åland är 
- 1636–1669: folkbildaren Boetius Murenius (död 1667)
- 1863–1875: skolmannen Frans Peter von Knorring (1792–1875)
- 1966–1969: kulturpersonligheten Valdemar Nyman (1904–1998).

## Nuvarande församlingar inom prosteriet
- Brändö-Kumlinge församling (2006–)
- Eckerö-Hammarlands församling (2022–)
- Jomala församling (medeltiden–)
- Lemland-Lumparlands församling (1971–)
- Mariehamns församling (1900–)
- Norra Ålands församling (2022–)
- Saltviks församling (medeltiden–)
- Ålands södra skärgårdsförsamling (2006–)

## Upphörda församlingar
- Brändö församling (medeltiden–2006)
- Eckerö församling (medeltiden–2021)
- Finströms församling (medeltiden–1994)
- Finström-Geta församling (1994–2021)
- Föglö församling (medeltiden–2006)
- Geta församling (medeltiden–1994)
- Hammarlands församling (medeltiden–2021)
- Kumlinge församling (medeltiden–2006)
- Kökar församling (medeltiden–2006)
- Lemlands församling (medeltiden–1971)
- Lumparlands församling (medeltiden–1971)
- Skarpans församling (1842–1854)
- Sottunga församling (medeltiden–2006)
- Sund-Vårdö församling (1985–2021)
- Sunds församling (medeltiden–1985)
- Vårdö församling (medeltiden–1985)